# 妻そして女シリーズ
妻そして女シリーズは、毎日放送（MBS）の制作により、TBS系列で、1975年3月31日から1992年4月3日まで、平日の（年末年始は除くが、祝日は放送）13:30 - 13:45（JST）に放送されていた帯ドラマシリーズのタイトルである。

## 概要
NETテレビ系列時代の1974年4月より、『モーニングショー』終了後の時間帯（毎日放送は9:30 - 9:45、NETテレビは9:45 - 10:00）に放送されていた帯ドラマ枠が源流とみられる 。
TBS系列では、腸捻転解消に伴いNETテレビを含むNETテレビ系列へ移行した朝日放送制作の『シャボン玉プレゼント』の後継放送枠となり、在京キー局であるTBSなどTBS系列の関東・甲信・静岡4局（TBS・テレビ山梨・信越放送・静岡放送）では同一時間帯の次番組、その他の系列局
（『シャボン玉プレゼント』が未ネットであった福島テレビ（当時はTBS系列とフジテレビ系列とのクロスネット局、現在はフジテレビ系列）とテレビ高知を除く18局）では時間帯が繰り下がっての新番組として放送されていた。また、テレビ高知は完全な新番組として放送された他、福島テレビは1976年2月までは未ネットであった（後述）。
作品の大半は大阪府吹田市にあった千里丘スタジオで撮影された。
また、1987年度から1991年度までの5年間の夏季には、「心霊ドラマスペシャル」という、ホラー作品（終盤は子供向けファンタジー作品）の短編作品3~6作品を特集したシリーズを放送し、夏休み企画、または子供向け作品として取り組んだ。これらのノウハウは、のちに中部日本放送（CBC）制作の『連続ドラマ』と統合される『ドラマ30』枠の「ふしぎな話」に転用されてゆく。
しかし、1990年代になるとワンセットとなる平日15分帯ドラマ枠が時代に沿わなくなり、更には「午後は○○おもいッきりテレビ」等の裏番組の猛追で苦戦を強いられていたことから毎日放送は、中部日本放送制作の平日13:45 - 14:00枠の『連続ドラマ』の2つの15分帯ドラマ枠を統合のうえ、1992年4月6日から毎日放送・中部日本放送の交互制作による30分帯ドラマ枠『ドラマ30』を開始するため、17年の歴史に幕を下ろした。

## 放送作品一覧
- 京まんだら - 主演：岡田茉莉子、野川由美子、高橋昌也
- 女の日時計 - 主演：秋山ユリ、勝呂誉、入川保則
- 女系家族（1975年版）
- 女の報酬
- 水の炎
- 女の運命 - 主演：松本留美、山内明、中山仁、鳥居恵子
- 愛人関係 - 主演：堀越陽子、井上孝雄、三浦真弓
- 黒の標的
- 女の爪痕
- 青いくちづけ- 主演：沢たまき、佐久田脩、柳生博、ホーン・ユキ、丘さとみ
- 蜜の誘惑
- 母の償い
- 幻の初夜
- 忍ぶ橋 - 主演：吉沢京子、大出俊、丹阿弥谷津子
- 春の海鳴り - 主演：あべ静江、和田浩治、磯村みどり、蟇目良
- 妻の渇き
- 花街の母
- 遅咲きの梅
- 花かぶら
- ああ家族 - 主演：三ツ矢歌子、大村崑、下元勉
- 女だから - 主演：松本留美、河原崎長一郎、園まり
- 三十八歳・未婚の母
- 氷点
- 愛の陽炎
- からみ合い
- その時がきた - 主演：小山明子、塩沢とき、久米明
- 燃える女
- 愛の十字架 - 主演：服部妙子、有川博、朝丘雪路
- 結婚の資格
- 女の嵐
- 女のたたかい - 主演：松本留美、宍戸錠、三浦リカ
- 血の絆 - 主演：斉藤とも子、江原真二郎、稲垣美穂子
- あの橋の畔で - 主演：ジュディ・オング、高岡健二、平泉征
- くれなゐ
- 風物語 - 主演：河原崎長一郎、二宮さよ子、原田大二郎
- 嫁姑10年戦争
- 母娘戦争
- ああ嫁姑
- 嫁の力こぶ
- ああ嫁姑II
- 別れの時
- 恋ゲーム - 主演：酒井和歌子、中尾彬
- 不倫の妻 - 主演：藤間紫、益田喜頓
- 妻の美徳
- 母はおしかけ同居人
- 旅路ふたり - 主演：范文雀、河原崎長一郎
- 炎のあと
- 年下の男
- おやじの女
- 息子の先生
- 不倫家族
- 誘惑の季節
- 女の裏顔 - 主演：山口果林、寺田農
- お駒さん
- 奇数家族 - 主演：南田洋子、名古屋章
- 春よ来い
- 危機一髪!!嫁・姑
- 京女の暦
- 同居戦争
- 透視の罠
- 血の花 - 主演 : 森永奈緒美、夏樹陽子
- 姑の復讐
- 悪夢の後
- 懲りない女房たち
- 女の傷あと
- 避婚時代
- 不倫の渦
- ぐるめ家族 - 主演：遥くらら、葦原邦子、安岡力也、金子信雄
- 虹色の家 - 主演：三林京子、岡本富士太、近松麗江
- 姑ふたり嫁ひとり
- お駒さんII
- 霊界から来た同居人
- 危険な家族 - 主演：范文雀
- 姑の殺害
- 呪いの女
- 嫉妬 - 主演：山口果林、清水章吾、茅島成美
- 妻の反乱 - 主演：加茂さくら、小坂一也
- 愛の転生
- 怨の泣声
- 砂上の家族 - 主演：浅茅陽子、高峰三枝子、誠直也
- 誰かが私を恨んでる
- 復讐に燃えて - 主演：藤間紫、東ちづる、松本留美、宮下順子、佐原健二、土屋嘉男
- 新・三婆
- 虹色通帳
- 星の砂
- 悪霊
- 奇妙な夜
- 霊界の女
- 夏色怪談 - 主演：田山真美子、渡辺ともこ、川口雄二、鹿内孝、木村有里、葦原邦子
- 月光の女 - 主演：渡辺美佐子、内藤武敏、島村佳江
- HOW TO 結婚 - 主演：岩崎良美
- 愛・女子刑務所
- 嫁・姑受験戦争
- 命みじかく
- 姑ふたり大家族宣言
- 家政婦日記 - 主演：松本留美、清川虹子
- 魔性の女 - 主演：池波志乃、四禮正明
- 吸血幻想 - 主演：京本政樹、川島なお美
- 夏色幽夢 - 主演：林美穂
- 家族の幻影 - 主演：野際陽子、北村総一郎
- おじいちゃんの初恋 - 主演：中条静夫、中島久之、佐々木勝彦
- 受験ですよ!
- 命みじかくII
- 華心中 - 主演：真行寺君枝、久我美子、田中隆三
- ごめんね!母さん
- ハルが来た
- 妄執の夏
- 悪夢の鬼
- 四谷怪談
- 転生
- 嫁姑五日間戦争
- 女系家族（1991年版） - 主演：三林京子、大出俊、金田龍之介、高田美和、絵沢萌子、春やすこ
- 命みじかくIII（同枠最終シリーズ） - 主演：大谷直子、尾藤イサオ

## 放映ネット局
※系列は放送当時のもの。
| 放送対象地域   | 放送局           | 系列                          | 備考                                                                |
| -------------- | ---------------- | ----------------------------- | ------------------------------------------------------------------- |
| 近畿広域圏     | 毎日放送 （MBS） | TBS系列                       | 制作局                                                              |
| 関東広域圏     | 東京放送 （TBS） | TBS系列                       | 現：TBSテレビ                                                       |
| 北海道         | 北海道放送       | TBS系列                       |                                                                     |
| 青森県         | 青森テレビ       | TBS系列                       |                                                                     |
| 岩手県         | 岩手放送         | TBS系列                       | 現:IBC岩手放送                                                      |
| 宮城県         | 東北放送         | TBS系列                       |                                                                     |
| 山形県         | 山形テレビ       | フジテレビ系列                | 1975年から1980年まで                                                |
| 山形県         | 山形放送         | 日本テレビ系列 テレビ朝日系列 | 1980年から1985年まで                                                |
| 山形県         | テレビユー山形   | TBS系列                       | 1989年10月から                                                      |
| 福島県         | 福島テレビ       | フジテレビ系列                | 1976年3月から1983年9月まで 1983年3月まではTBS系列とのクロスネット局 |
| 福島県         | テレビユー福島   | TBS系列                       | 1983年12月から                                                      |
| 山梨県         | テレビ山梨       | TBS系列                       |                                                                     |
| 新潟県         | 新潟放送         | TBS系列                       |                                                                     |
| 長野県         | 信越放送         | TBS系列                       |                                                                     |
| 静岡県         | 静岡放送         | TBS系列                       |                                                                     |
| 中京広域圏     | 中部日本放送     | TBS系列                       | 現・CBCテレビ                                                       |
| 富山県         | 北日本放送       | 日本テレビ系列                | 途中打ち切り                                                        |
| 富山県         | テレビユー富山   | TBS系列                       | 現:チューリップテレビ 1990年10月から                                |
| 石川県         | 北陸放送         | TBS系列                       |                                                                     |
| 鳥取県・島根県 | 山陰放送         | TBS系列                       |                                                                     |
| 岡山県・香川県 | 山陽放送         | TBS系列                       | 現・RSK山陽放送                                                     |
| 広島県         | 中国放送         | TBS系列                       |                                                                     |
| 山口県         | テレビ山口       | TBS系列                       |                                                                     |
| 愛媛県         | 南海放送         | 日本テレビ系列                |                                                                     |
| 高知県         | テレビ高知       | TBS系列                       |                                                                     |
| 福岡県         | RKB毎日放送      | TBS系列                       |                                                                     |
| 長崎県         | 長崎放送         | TBS系列                       |                                                                     |
| 大分県         | 大分放送         | TBS系列                       |                                                                     |
| 熊本県         | 熊本放送         | TBS系列                       |                                                                     |
| 宮崎県         | 宮崎放送         | TBS系列                       |                                                                     |
| 鹿児島県       | 南日本放送       | TBS系列                       |                                                                     |
| 沖縄県         | 琉球放送         | TBS系列                       |                                                                     |

## 備考
TBS系列では同時ネットで放送されていたが、TBS系列局が所在しない系列外局への番組販売による遅れネットも行っていた。
なお、制作局の毎日放送に関しては春季開催の選抜高等学校野球大会期間中も、視聴者保護の観点から12・13時台の中継は中断していたのでこの枠も通常通り行われていたが、準々決勝から決勝戦に該当する日は完全中継前提で中断を設けなかったため、毎日放送に限って後刻に臨時枠移動としたが、毎日放送を除くTBS系列各局では本来の放送日時に裏送り先行ネットとなっていた。
当時のプロ野球日本シリーズはデーゲームで行われていたため、平日にプロ野球日本シリーズが行われる試合の放映権をTBS系列局が獲得した場合、本枠は試合終了後（主に17:30 - 17:45）に放送時間を繰り下げて放送していた（この場合、同日時差ネットされる他系列番組（『笑っていいとも!』『ライオンのいただきます』『アフタヌーンショー』など）は休止としていた）。但し、TBS系列局の内、他系列制作の試合（当該地域において系列局がない系列が放映権を獲得した試合。1982年までは福島テレビがフジテレビ系列制作を放送した場合や1986年まではテレビ山口がフジテレビ系列制作を放送した場合も含む）を放送する場合は、日本シリーズは14:00からの飛び乗り放送とした上で本枠は通常放送としていた。
このほか、この時間帯に、全国ネットで、JNN排他協定に基づく『JNN報道特別番組』や近代オリンピックなどのスポーツ中継放送のために放送ができなかった場合にはTBS系列局全局で同時刻に臨時枠移動とした。
直前枠であった『花王 愛の劇場』を腸捻転解消前からTBSと同じ時間で放送していた福島テレビは当初は未ネットであったが、1976年3月1日開始の『女の報酬』から本枠の同時ネットを開始。1983年4月1日にTBS系列メインのクロスネット局からフジテレビ系列フルネット局に再ネットチェンジ（JNN脱退・FNN加盟）したものの、視聴者保護のため同年9月30日（『血の絆』終了と同日）まで同時ネットで放送していたが、1983年10月1日にフジテレビ系フルネットへ完全移行したため打ち切りとなった（打ち切り後は東海テレビ制作昼の帯ドラマをネット開始）。福島県では同年10月3日から12月2日までは未放送となっていたが、同年12月5日にテレビユー福島が開局した事に伴い、2か月ぶりに本枠の放送を再開している。
山形県は、当初は山形テレビにて遅れネットで開始したが、1980年に山形放送へ放映権が移行したものの、1985年に打ち切りとなった。1989年10月にテレビユー山形が開局した事に伴い、山形県における本枠のネットを再開している。
富山県は、当初は北日本放送において、平日11:10 - 11:25などの時間帯で『女だから』などを放送していたが、途中打ち切りとなった。1990年10月にテレビユー富山（現:チューリップテレビ）が開局した事に伴い、富山県における本枠のネットを再開している。